# غريس أندر فاير
غريس أندر فاير هو مسلسل سيت كوم أمريكي، بثته هيئة الإذاعة الأمريكية من 29 أيلول (سبتمبر) 1993 حتى 17 شباط (فبراير) 1998 في 5 مواسم شملت 112 حلقة. وهو من بطولة الممثلة بريت بتلر بدور أم وحيدة، تتعلم كيف تتعامل من تربية 3 أطفال وحدها بعد طلاقها من زوجها الذي كان يسيء معاملتها.

## روابط خارجية
- Carsey/Werner.net
- غريس أندر فاير على موقع IMDb (الإنجليزية)
- غريس أندر فاير على موقع ميتاكريتيك (الإنجليزية)
- غريس أندر فاير على موقع الموسوعة البريطانية (الإنجليزية)
- غريس أندر فاير على موقع روتن توميتوز (الإنجليزية)
- غريس أندر فاير على موقع كينوبويسك (الروسية)
- غريس أندر فاير على موقع ألو سيني (الفرنسية)
- غريس أندر فاير على موقع قاعدة بيانات الفيلم (الإنجليزية)
- Polish version official website نسخة محفوظة 21 ديسمبر 2008 على موقع واي باك مشين. (Polish)
- Fame, Fire and Surrender: Interview with Brett Butler